# Samuel Stanley Wilks
Samuel Stanley Wilks (Little Elm, 17 giugno 1906 – Princeton, 7 marzo 1964) è stato uno statistico statunitense, diede importanti contributi nel campo della statistica multivariata. Noto pure per il suo interesse alla statistica applicata a problemi pratici e introdusse il concetto di unit-weighted regression.
Socio fondatore dell'"Institute of Mathematical Statistics" nel 1935. Curatore dal 1938 al 1949 degli Annals of Mathematical Statistics. Il Premio Samuel S. Wilks dell'American Statistical Association venne creato nel 1964 in suo onore.

## Pubblicazioni
- Certain generalizations in the analysis of variance, Biometrika, 1932, in cui introdusse la variabile casuale Lambda di Wilks
- The sampling theory of system of variances, covariances and intraclass covariances, American Journal of Mathematics, 1936
- Weighting systems for linear functions of correlated variables when there is no dependent variable in Psychometrika, 1938, dove introdusse il concetto di unit-weighted regression